# Matej Sabanov
Matej Sabanov (en serbe : Матеј Шабанов), né le 25 juin 1992 à Subotica, est un joueur de tennis croate naturalisé serbe en 2021, professionnel depuis 2012.

## Carrière
Spécialiste du double, il fait équipe depuis le début de sa carrière avec son frère jumeau Ivan.
Il a atteint la finale d'un tournoi Futures en simple à Bol en 2013 et en a remporté un à Belgrade en 2014. En 2019, il accède au second tour des Challenger de Banja Luka et Liuzhou.
Détenteur d'une invitation, il remporte son premier titre ATP en 2021 au tournoi de Serbie avec son frère. Au mois de novembre, il prend la nationalité serbe dans l'espoir d'intégrer l'équipe de Coupe Davis. En 2022, il fait partie de l'équipe Serbe lors de l'ATP Cup. Il dispute deux matchs avec Nikola Čačić.

## Palmarès

### Titre en double messieurs
| No | Date       | Nom et lieu du tournoi | Catégorie | Dotation  | Surface      | Partenaire   | Finalistes                  | Score     |          |
| -- | ---------- | ---------------------- | --------- | --------- | ------------ | ------------ | --------------------------- | --------- | -------- |
| 1  | 25-04-2021 | Serbia Open Belgrade   | ATP 250   | 650 000 $ | Terre (ext.) | Ivan Sabanov | Ariel Behar Gonzalo Escobar | 6-3, 7-65 | Parcours |

### Finale en double messieurs
| No | Date       | Nom et lieu du tournoi                                       | Catégorie | Dotation  | Surface      | Vainqueurs                | Partenaire   | Score    |          |
| -- | ---------- | ------------------------------------------------------------ | --------- | --------- | ------------ | ------------------------- | ------------ | -------- | -------- |
| 1  | 04-04-2022 | Fayez Sarofim & Co. US Men's Clay Court Championship Houston | ATP 250   | 594 950 $ | Terre (ext.) | Matthew Ebden Max Purcell | Ivan Sabanov | 6-3, 6-3 | Parcours |

## Parcours dans les tournois duGrand Chelem

### En double
| Année | Open d'Australie                                                                      | Open d'Australie                                                              | Internationaux de France | Internationaux de France | Wimbledon                                                                             | Wimbledon | US Open | US Open |
| ----- | ------------------------------------------------------------------------------------- | ----------------------------------------------------------------------------- | ------------------------ | ------------------------ | ------------------------------------------------------------------------------------- | --------- | ------- | ------- |
| 2021  | —                                                                                     | —                                                                             | —                        | —                        | 1er tour (1/32) F. Krajinović \|\| style="text-align:left;" \| S. Bolelli M. González | —         | —       |         |
| 2022  | 1er tour (1/32) F. Krajinović \|\| style="text-align:left;" \| D. Köpfer J.-L. Struff | 1er tour (1/32) R. Jebavý \|\| style="text-align:left;" \| M. Cressy F. López | —                        | —                        | —                                                                                     | —         |         |         |
| 2023  | 1er tour (1/32) I. Sabanov \|\| style="text-align:left;" \| T. Brkić G. Escobar       |                                                                               |                          |                          |                                                                                       |           |         |         |

N.B. : le nom du partenaire se trouve sous le résultat ; le nom des ultimes adversaires se trouve à droite.

## Classements ATP en fin de saison
| Année          | 2011 | 2012 | 2013 | 2014 | 2015 | 2016 | 2017 | 2018 | 2019 | 2020 | 2021 | 2022 |
| Rang en simple | 1865 | 1368 | 1190 | 641  | 935  | 1063 | 789  | 1314 | 812  | 907  | 1116 | 1210 |
| Rang en double | –    | 560  | 612  | 373  | 246  | 280  | 204  | 347  | 173  | 159  | 97   | 92   |

Source : (en) Classements de Matej Sabanov sur le site officiel de la Fédération internationale de tennis